# András Székely
András Székely (ur. 5 marca 1909 w Tatabányi, zm. 25 stycznia 1943 w Czernihowie) – węgierski pływak, medalista igrzysk olimpijskich i mistrzostw Europy.
III Mistrzostwa Europy w Paryżu w 1931 były prawdziwym tryumfem węgierskich kraulistów. Székely został wicemistrzem kontynentu na 100 metrów stylem dowolnym oraz mistrzem w sztafecie 4 × 200 metrów stylem dowolnym, gdzie płynął na trzeciej zmianie.
Jedyny raz na igrzyskach wystartował w Los Angeles w 1932. Wziął udział w dwóch konkurencjach pływackich. Na dystansie 100 metrów stylem dowolnym Węgier wystartował w czwartym wyścigu i z czasem 1:01,5, zajął premiowane awansem drugie miejsce. W swoim półfinale zajął ostatnie, piąte miejsce i odpadł z dalszej rywalizacji. Na tych igrzyskach Székely zdobył brązowy medal w sztafecie 4 × 200 m stylem dowolnym, w której płynął na trzeciej zmianie.
Székely reprezentował barwy budapeszteńskiego klubu Ferencvárosi TC.
Z pochodzenia był Żydem, zginął zamordowany w obozie koncentracyjnym w Czernihowie.